# Ciutat vella de Damasc
La ciutat vella de Damasc conté nombrosos jaciments arqueològics, entre aquests algunes mesquites històriques. Moltes cultures hi han deixat la seua petjada, especialment la romana i la islàmica. El 1979, el centre històric de la ciutat, envoltat de muralles de l'època romana, fou declarat Patrimoni de la Humanitat per la UNESCO. El 20 de juny de 2013, la Unesco va incloure tots els llocs sirians en la llista del Patrimoni de la Humanitat en perill per alertar sobre els riscos als quals s'estan exposant a causa de la Guerra Civil síria.
La ciutat antiga de Damasc ocupa una superfície de 135 hectàrees i estava encerclada per una muralla romana, de la qual perduren els costats nord i est i part del costat sud. Se'n conserven vuit portes, de les quals la més antiga, Bab Sharqi, es remunta al període romà. En el sentit de les agulles del rellotge, començant pel nord, són:
- Bab al-Faraj (Porta de l'Alliberament)
- Bab al-Faradis (Porta del Paradís)
- Bab al-Salam (Porta de la Pau), com les dues anteriors, al costat nord de la muralla
- Bab Tuma (Porta de Sant Tomàs), a la cantonada nord-est
- Bab Sharqi (Porta de l'Est)
- Bab Kisan, al sud-est, per on, segons la tradició, sant Pau va fugir de Damasc, baixant de les muralles en un cistell; en aquesta porta, hui tancada, hi ha una capella que recorda aquest fet
- Al-Bab as-Saghir (la Porta Petita), al costat sud
- Bab al-Jabiya (Porta d'al-Jabiya), al sud-oest, a l'entrada del soc Midhat Pasha.

Tot i que la ciutat encara conserva vestigis romans, la major part dels 125 edificis i monuments inclosos en la declaració de la Unesco corresponen a l'art islàmic.
En primer lloc, destaca la mesquita dels Omeies, construïda al segle viii (cap a 705), un dels llocs sants de l'Islam. L'immens pati de 122 metres de llarg, entapissat amb pisa que pertangué a un monument romà, ofereix diverses exquisides decoracions. Entre aquestes, la del tresor, una construcció que s'alça sobre columnes i que s'utilitzava per a emmagatzemar l'or de l'estat.
La sala d'oració de la mesquita conté una tomba, la de Joan Baptista, cas excepcional en l'Islam i vestigi de l'antiga basílica de Sant Joan Baptista.
Segons la tradició local, el minaret més alt de la mesquita, anomenat minaret de Jesús, marca el lloc on aquest "tornarà a la terra el dia del Judici final".
A dos-cents metres de la Gran Mesquita hi ha un exemple de riquíssima arquitectura de disseny arabootomà: el palau d'Azm, del segle xviii. Hui és un museu d'art i tradicions i exposa, en diverses sales, maniquins que il·lustren la vida quotidiana d'aquesta residència que va pertànyer al governador de Damasc.
La Via Recta fou en l'origen el decumanus de la Damasc romana. S'estenia al llarg de 1.500 metres. Hui correspon al carrer Bab Sharqi i al soc cobert Midhat Pasha, un dels més importants de Damasc. El carrer Bab Sharqi, ple de botiguetes, condueix al vell barri cristià de Bab Tuma. Al final del carrer es troba la Casa d'Ananies, una capella subterrània que fou antigament un celler.
La ciutat vella està sembrada de mesquites –en tot Damasc n'hi ha prop de 700- de molt diverses èpoques.

## Descripció general

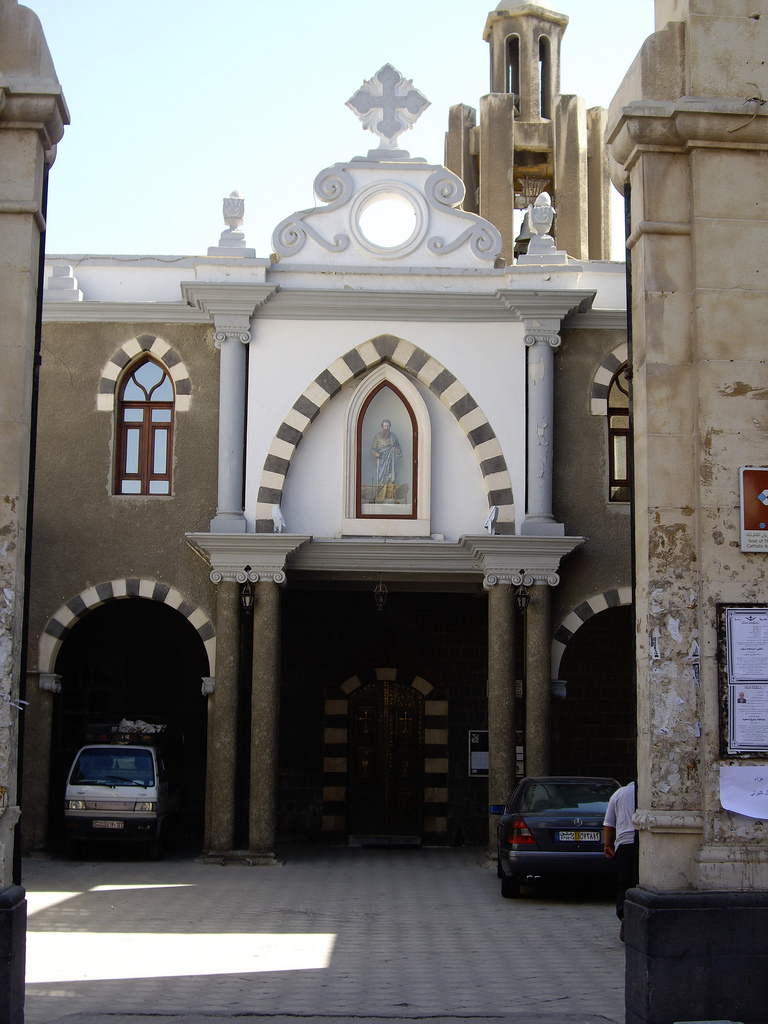
Una església a la ciutat vella de Damasc

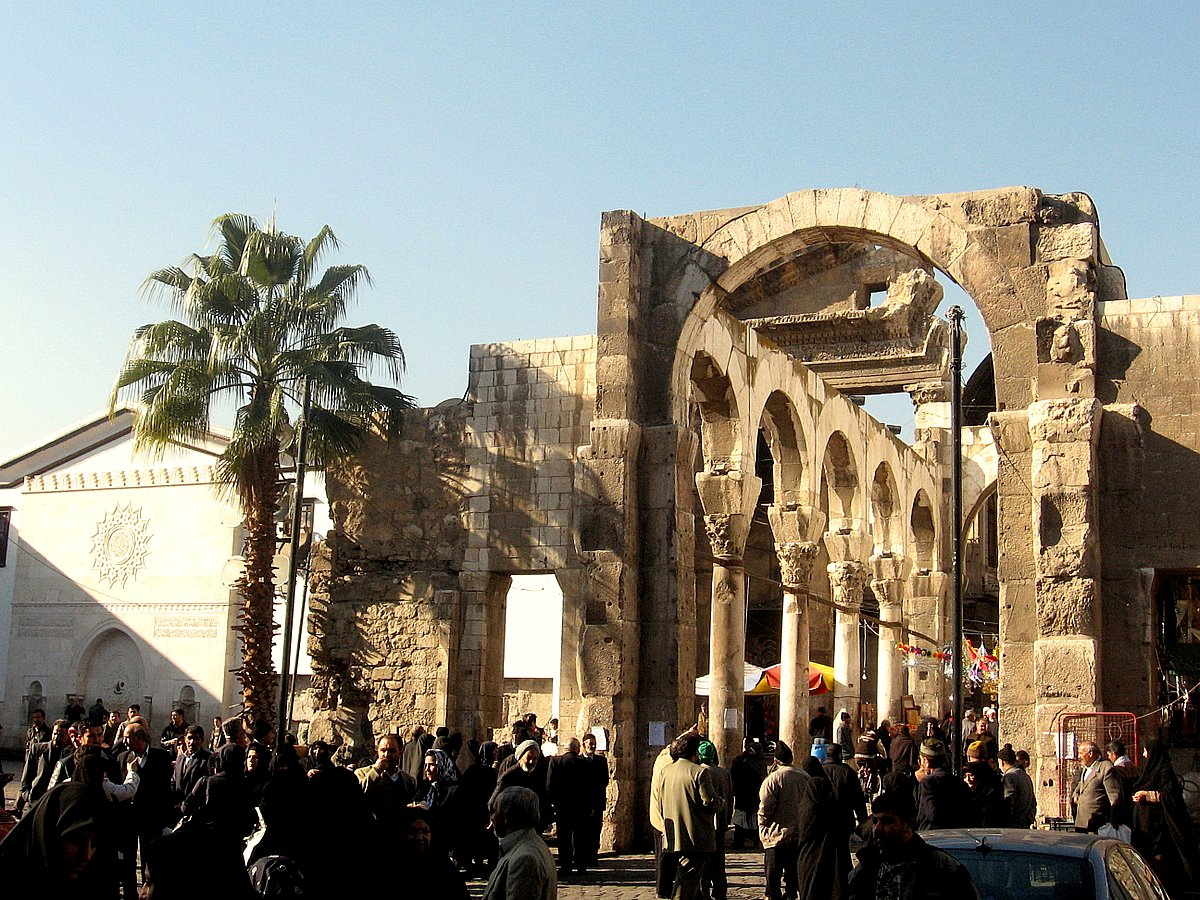
Ruïnes del temple de Júpiter en l'entrada del soc Al-Hamidiyah

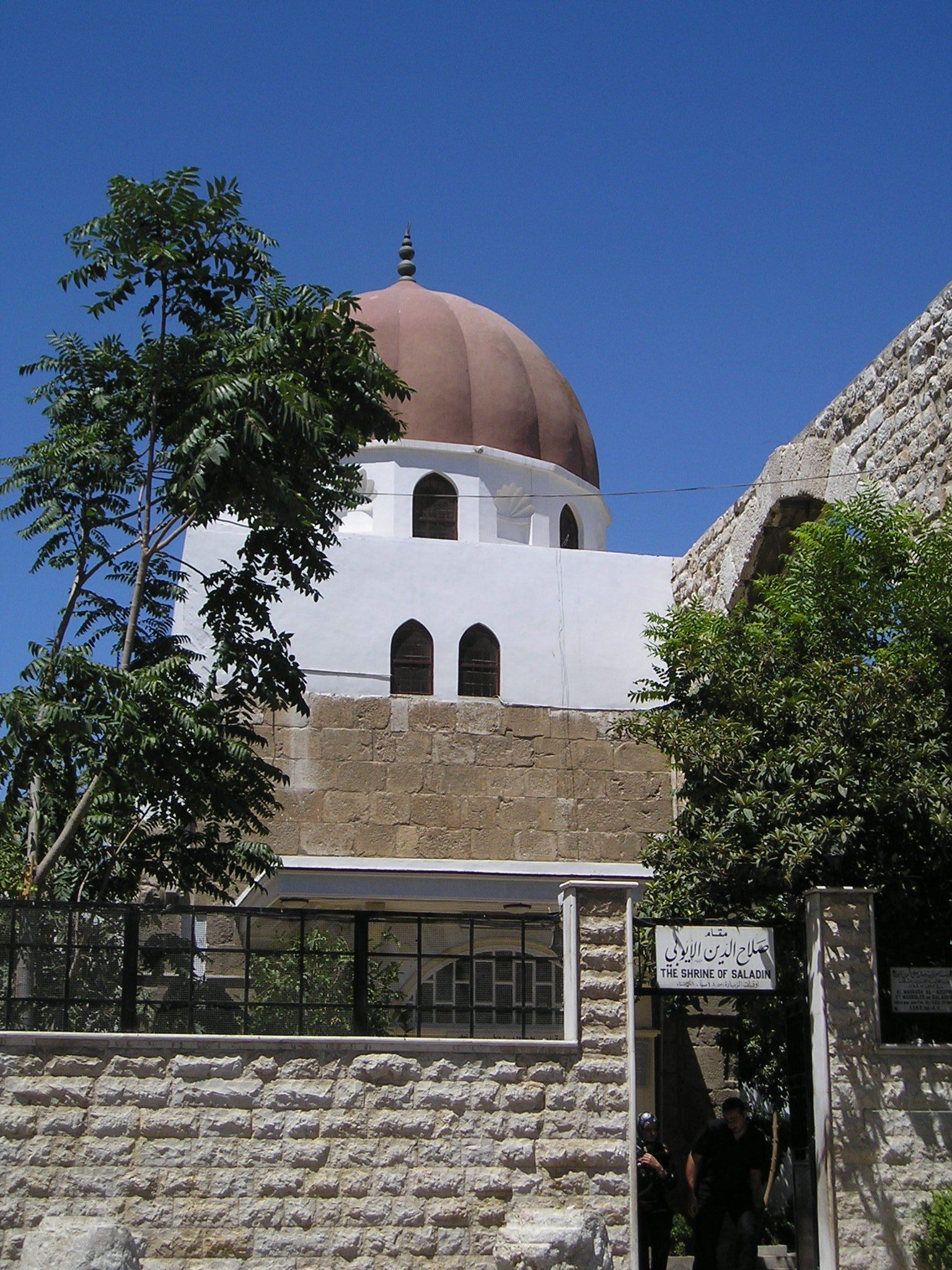
Tomba de Saladí

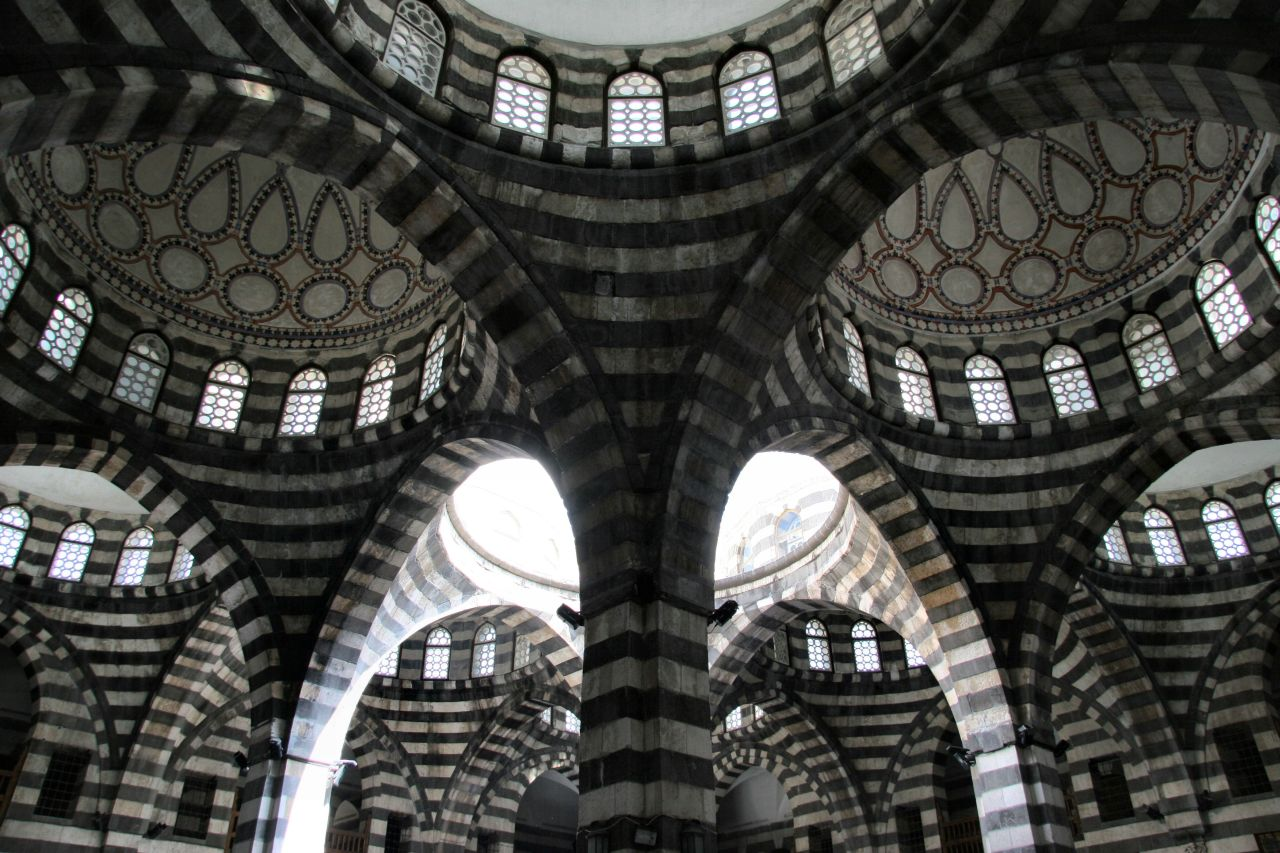
El caravanserrall o Khan Rostiu Pasha, construït el 1752, en el període en què hi va ser governador As'ad Pasha al-Azm

La ciutat estava envoltada per muralles d'edificació romana, reforçades en el període de la dinastia aiúbida, d'uns 6 km de longitud; amb un perímetre de gairebé rectangular d'uns 1.900 per 1.050 metres. Després de la conquesta àrab, les muralles foren reforçades per Nur al-Din, per defensar la ciutat dels atacs dels croats al segle xii, mentre que al segle següent, els aiúbedes les van modificar de forma permanent. Hui les parets no hi són totes perquè part del material originari s'ha utilitzat en construccions posteriors. A principis del segle xx les autoritats van suspendre aquesta pràctica.
Les esglésies cristianes són gairebé totes dins del recinte emmurallat de la ciutat vella, com les tres catedrals: la de l'Església ortodoxa grega, la de l'Església ortodoxa siriana i la de l'Església catòlica grega melquita d'observança catòlica, i la capella de Sant Ananies. La capella de Sant Pau de Damasc es va construir dins de l'arc de la porta anomenada de Bab Keisan. Aquesta porta es troba a l'est, a la zona compartida pels cristians i jueus, separats entre si i del carrer principal de la ciutat en l'època dels romans, la via recta, que corresponia a la via romana decumanus maximus. Al nord eren els cristians, al barri anomenat Bab Tuma, i al sud els jueus, al barri Harat al-Yahud. En aquest barri, a més de la sinagoga, hi ha alguns edificis d'habitatges del segle xviii, molt ben conservats. El nom via recta, seguint el decumanus de l'Imperi romà, s'esmenta en els Fets dels Apòstols, quan Ananies envia a sant Pau:
- Fets dels Apòstols, capítol 9, versicles 10 i 11:[2]

10 "Hi havia a Damasc un deixeble anomenat Ananies. El Senyor li va dir en una visió: «Ananies». Ell va respondre: «Ací soc, Senyor.»
11 I el Senyor: «Aixeca't, ves a la Via Recta i pregunta a casa de Judes per un de Tars anomenat Saül.»
Al llarg de la Via Recta, que en realitat no és gens recta, es troben algunes velles columnes i un triple arc que potser fora del tetràpil situat en la intersecció de la via decumannus amb la via cardus: es va descobrir i restaurar el 1947, durant les obres de construcció de l'actual carretera, molt més estreta que la via recta, que tenia 26 metres d'ample; permet en l'actualitat el pas d'un sol vehicle, i un espai molt limitat per als vianants. Ara en aquest carrer es troben molts comerços, sobretot dedicats a objectes de llautó i mosaics de fusta.
La parte occidental de la ciutat vella des de la conquesta àrab, estava reservada als musulmans; en aquesta zona trobem: la Ciutadella (al-Qalha); algunes mesquites, com ara la dels Omeies, la mesquita Nur ad-Din i la de Sinan Paixà; algunes madrasses: al-Adiliyah, al-Zahiriyah, Abdullah al-Azem Pasha i al-Aziziyah o tomba de Saladí. També hi ha les ruïnes del temple de Júpiter, el soc d'al-Bazuriye (d'espècies i dolços) que, dins, conserva un dels banys públics més antics: el hammam de Nur ad-Din o el hammam d'al-Bazuriye, construït entre 1154 i 1172, amb la cúpula d'entrada d'època otomana; l'enorme soc d'al-Hamidiyah, que conté l'hospital de Nur al-Din, fundat el 1154, actiu prop de set segles, i que des de 1978 és seu del Museo Àrab d'Història Mèdica i Científica; i el palau d'Azm, ara Museu d'Arts i Tradicions Populars.
També a la part occidental de la ciutat vella es troben alguns dels més antics i millor conservats caravanserralls o kan de Damasc, com el gran kan Rostiu Pasha, de 1752, i el kan al-Gumruk, de 1609.
Fora dels murs de la ciutadella hi ha una estàtua de bronze a cavall de Saladí, amb, als peus, Reinald de Châtillon i Guiu de Lusignan, que commemora la seua victòria en la batalla d'Hattin.

## Galeria

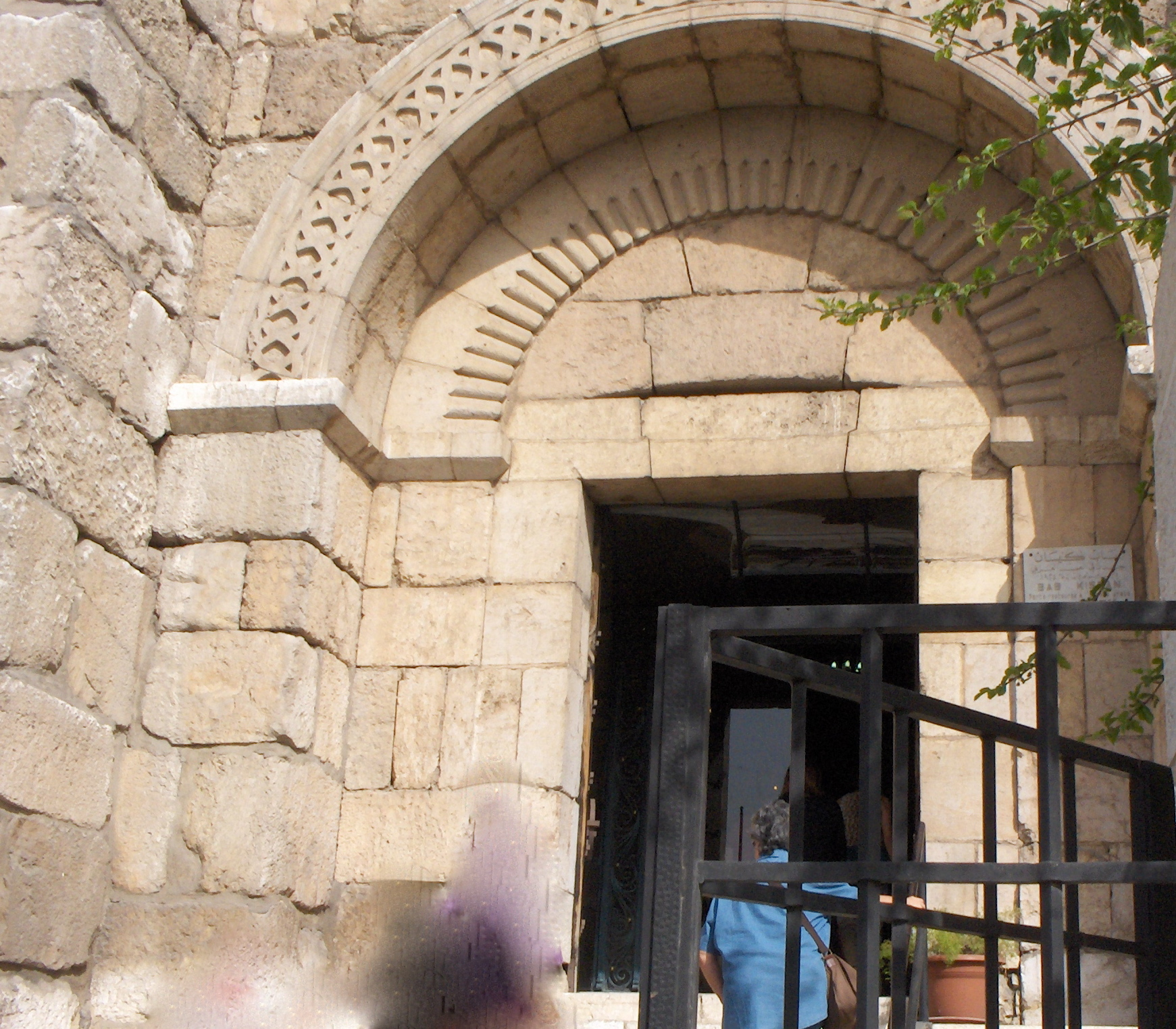
Antiga Porta d'Arc, anomenada de Bab Keisan, a les muralles de la ciutat, ara entrada de la capella de Sant Pau (Damasc)
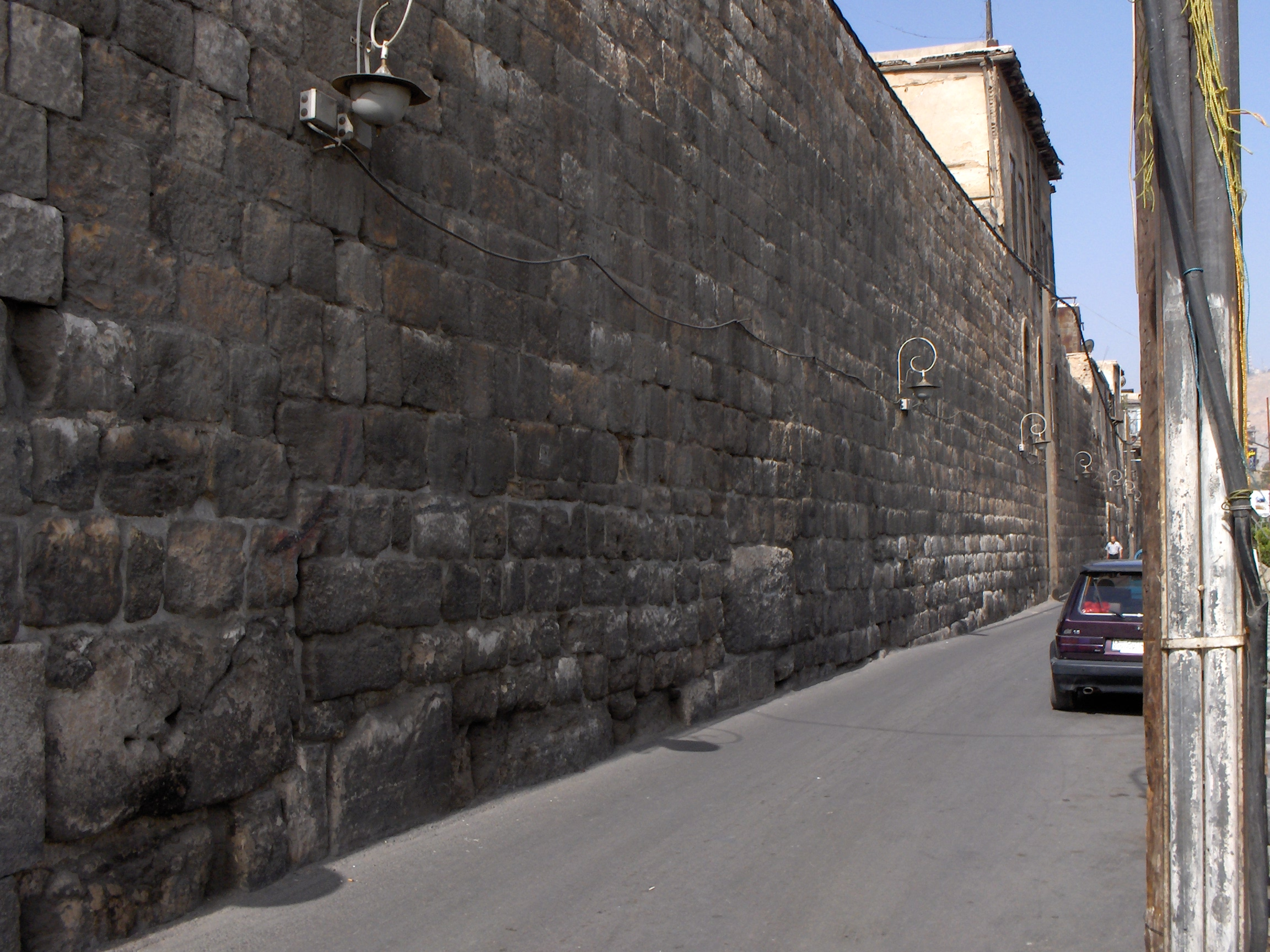
Muralles de la ciutat
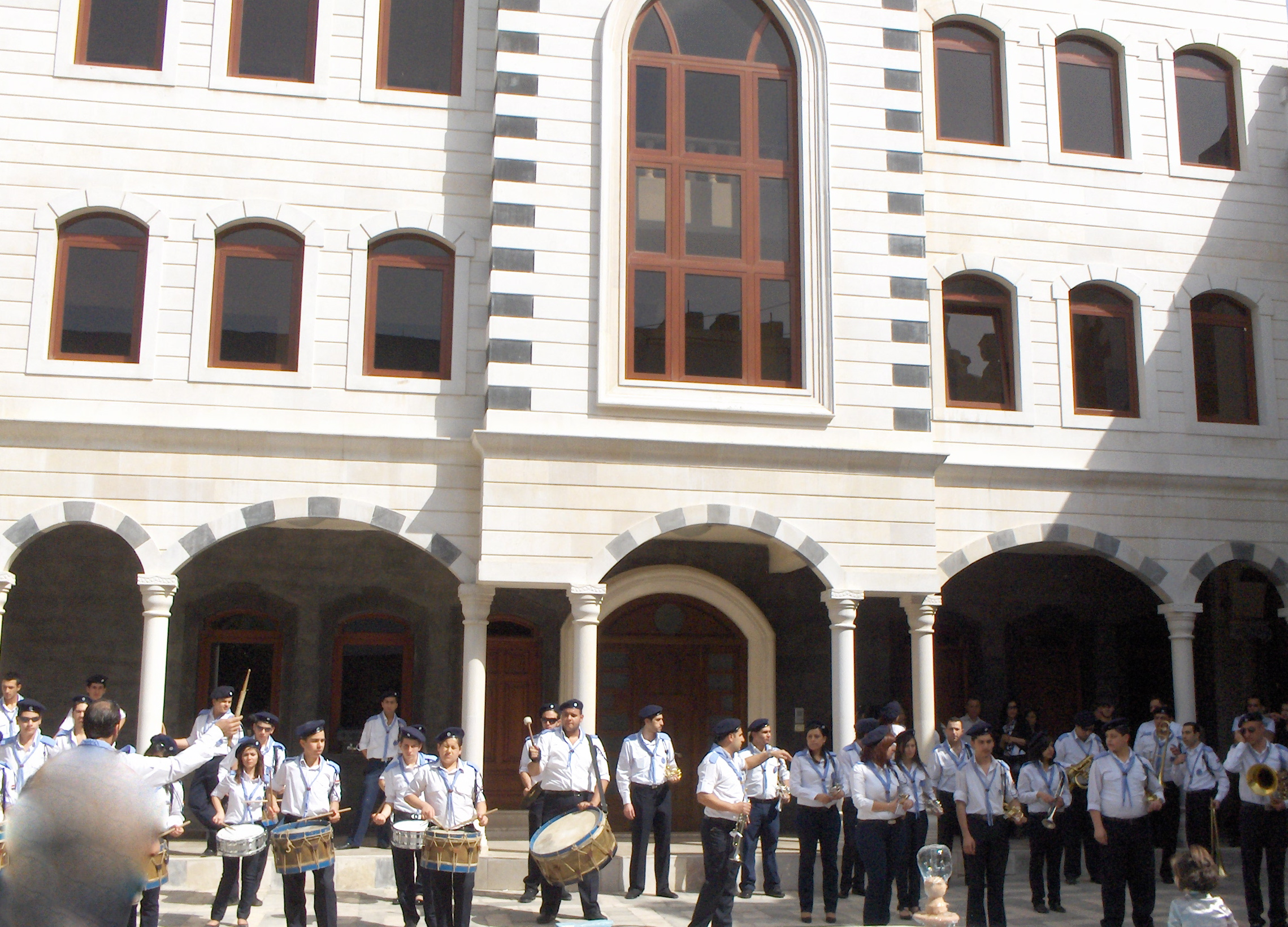
Celebració de la Pasqua al pati de l'arxieparquia catòlica de Damasc
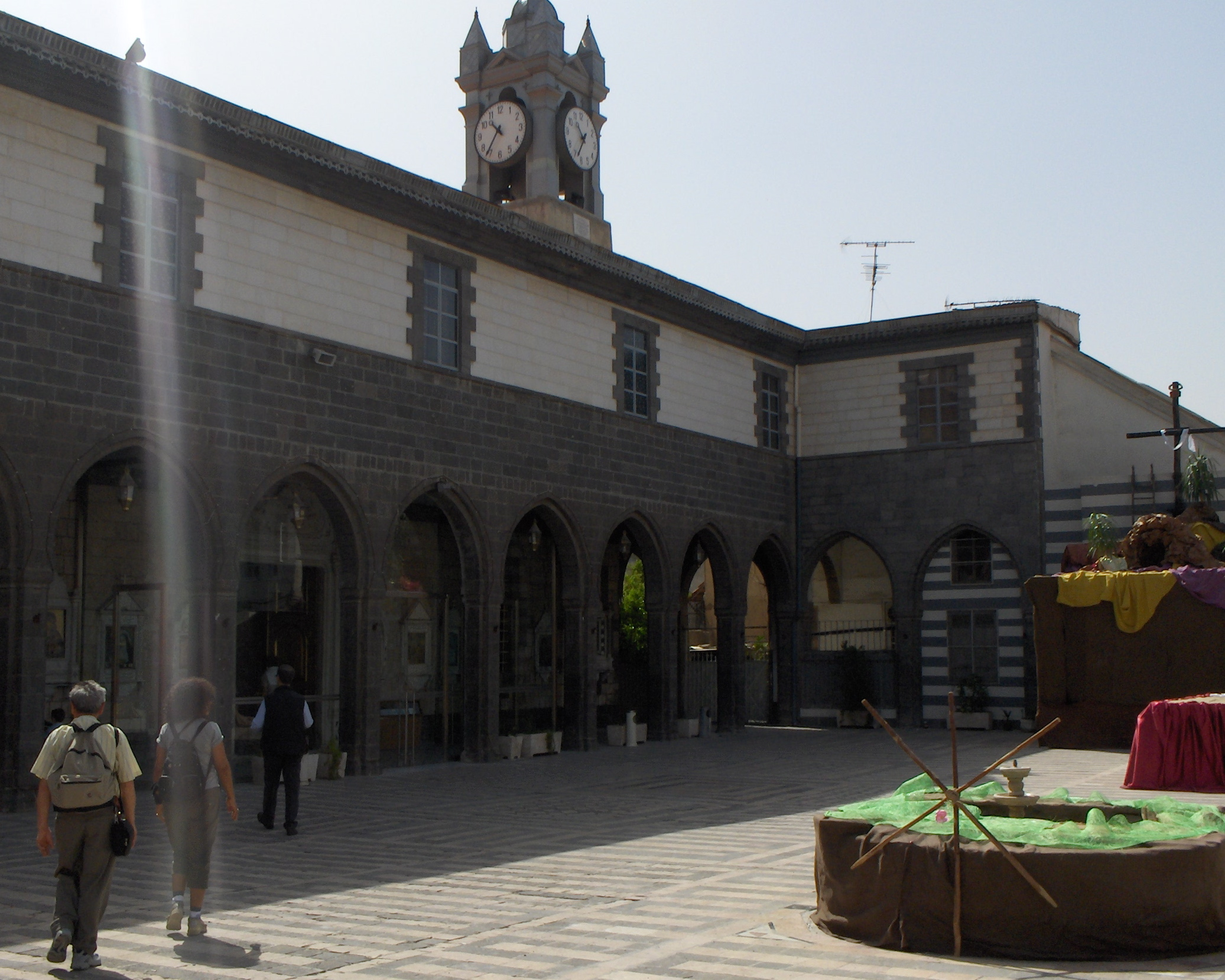
Església maronita de l'arxieparquia catòlica
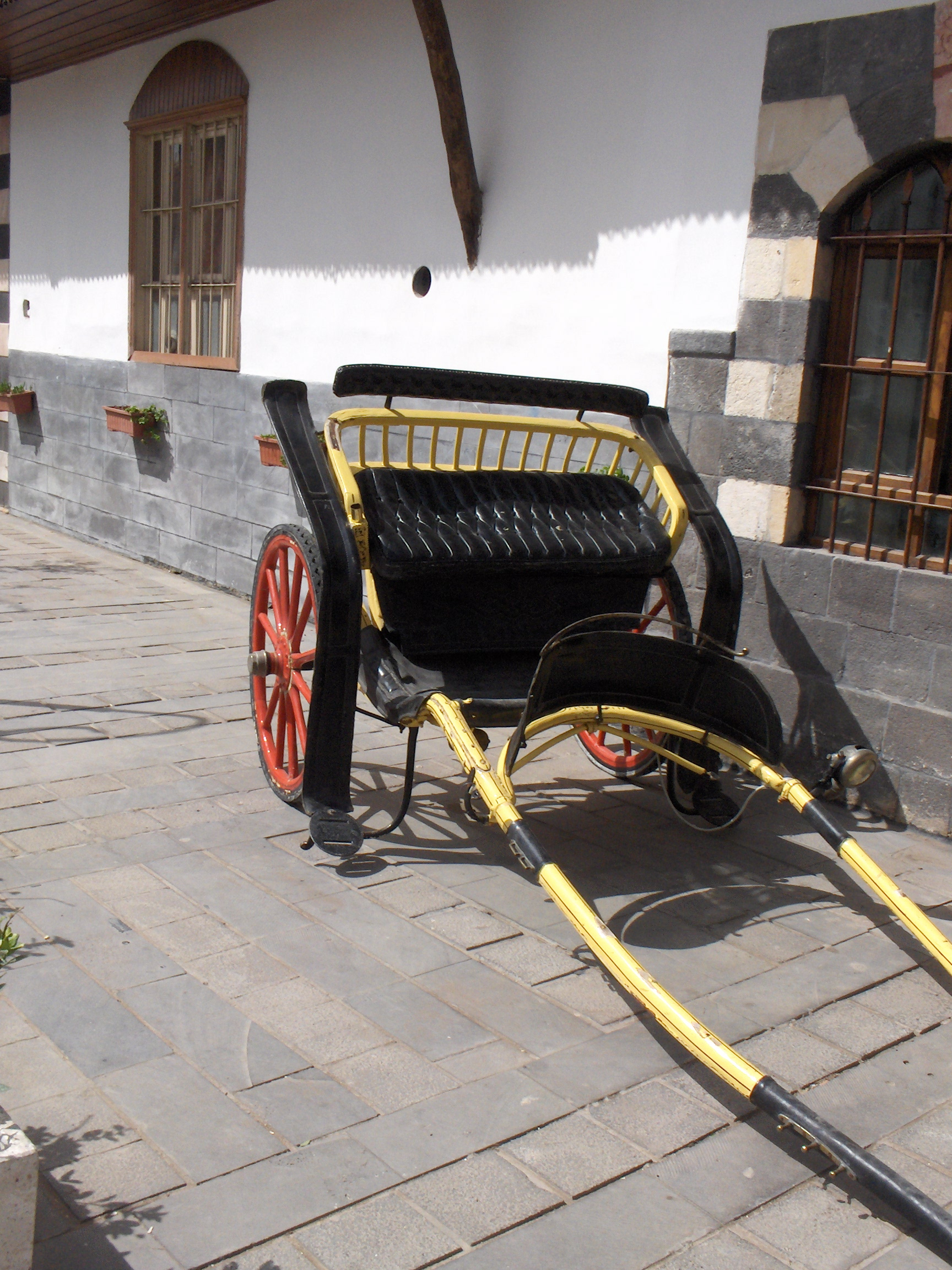
Carro de rodes a la plaça de l'arxieparquia catòlica
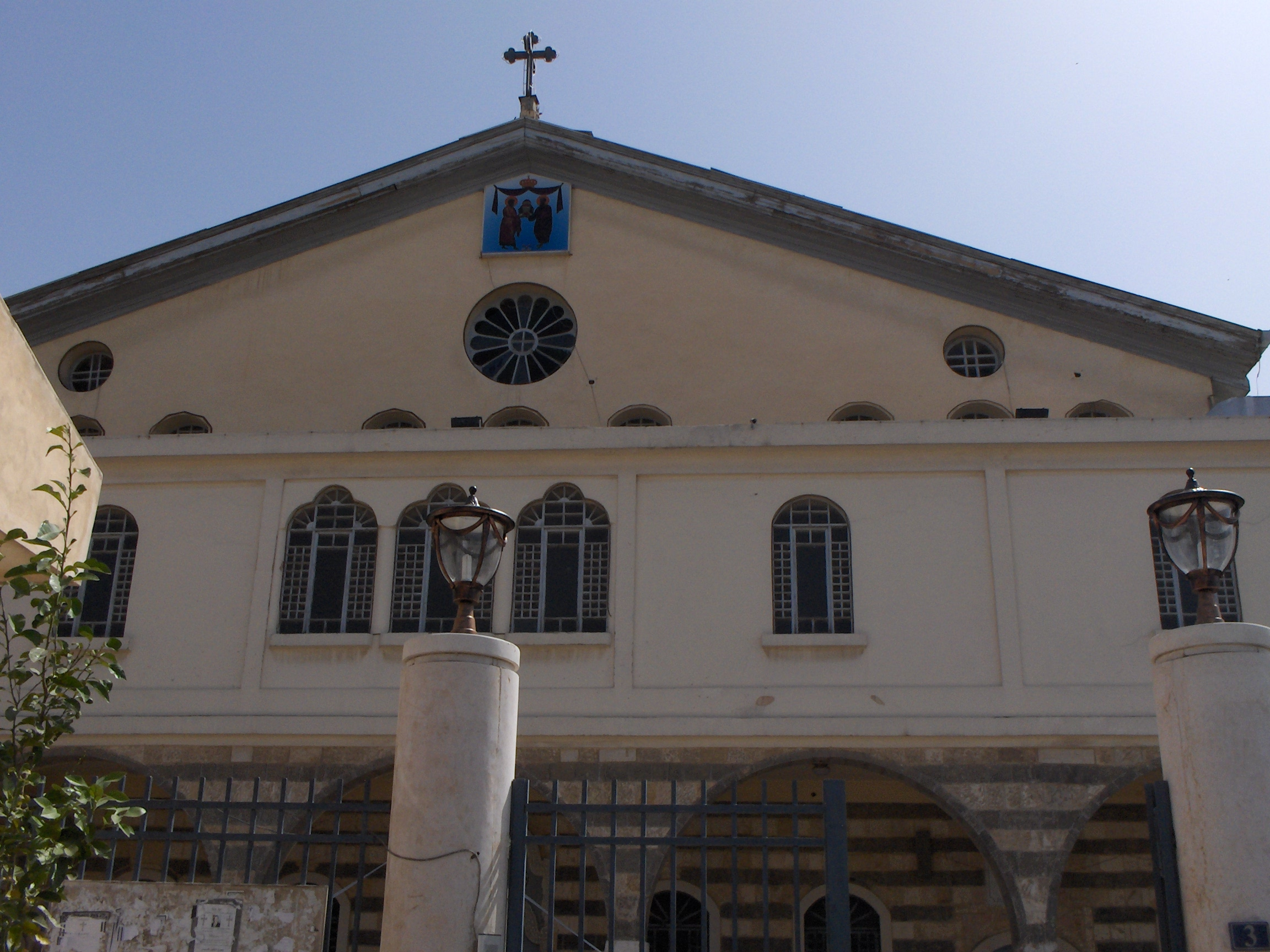
Catedral de Sant Jordi de l'Església ortodoxa siriana
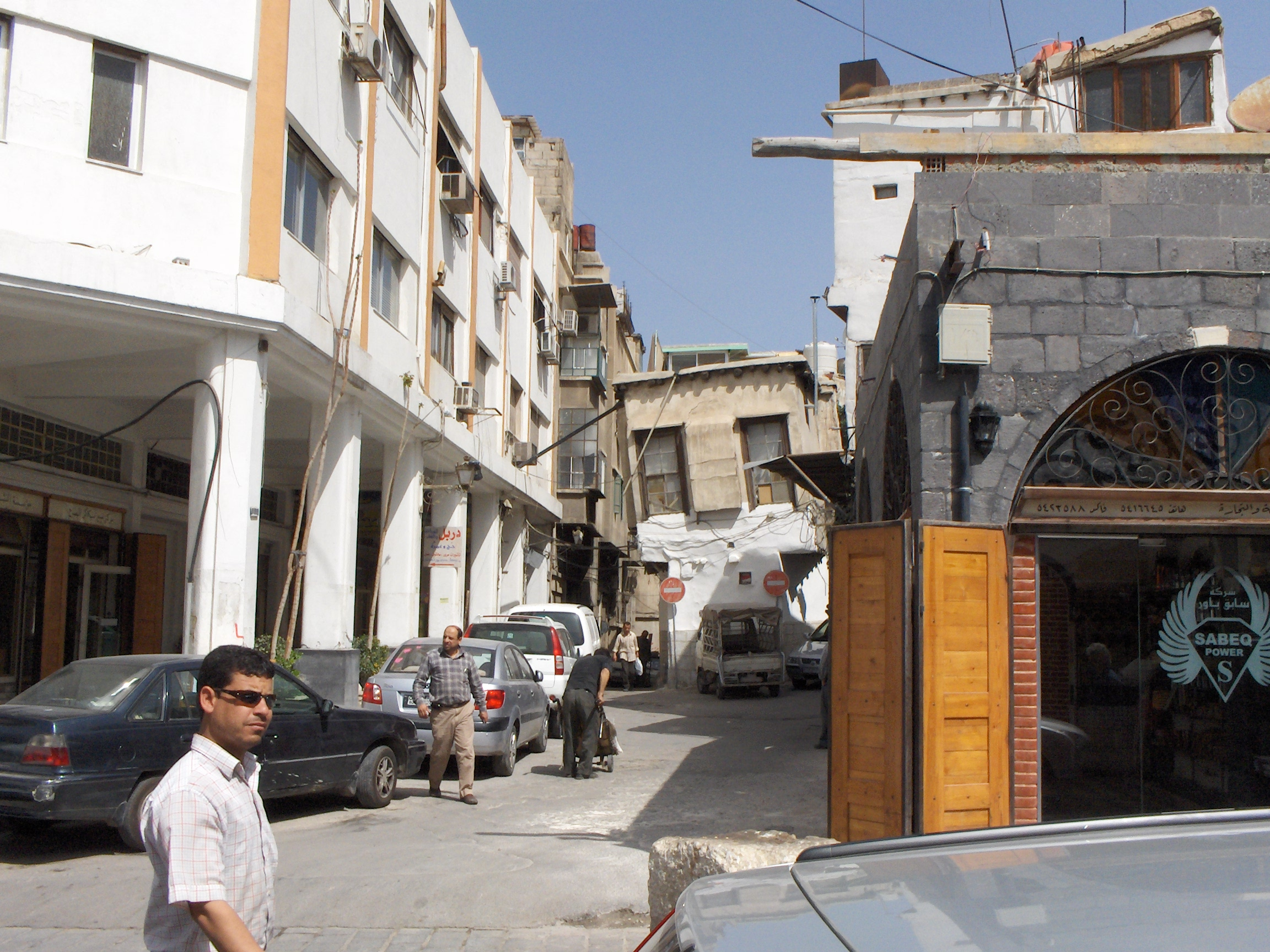
Casa inclinada en carrer lateral de la via recta
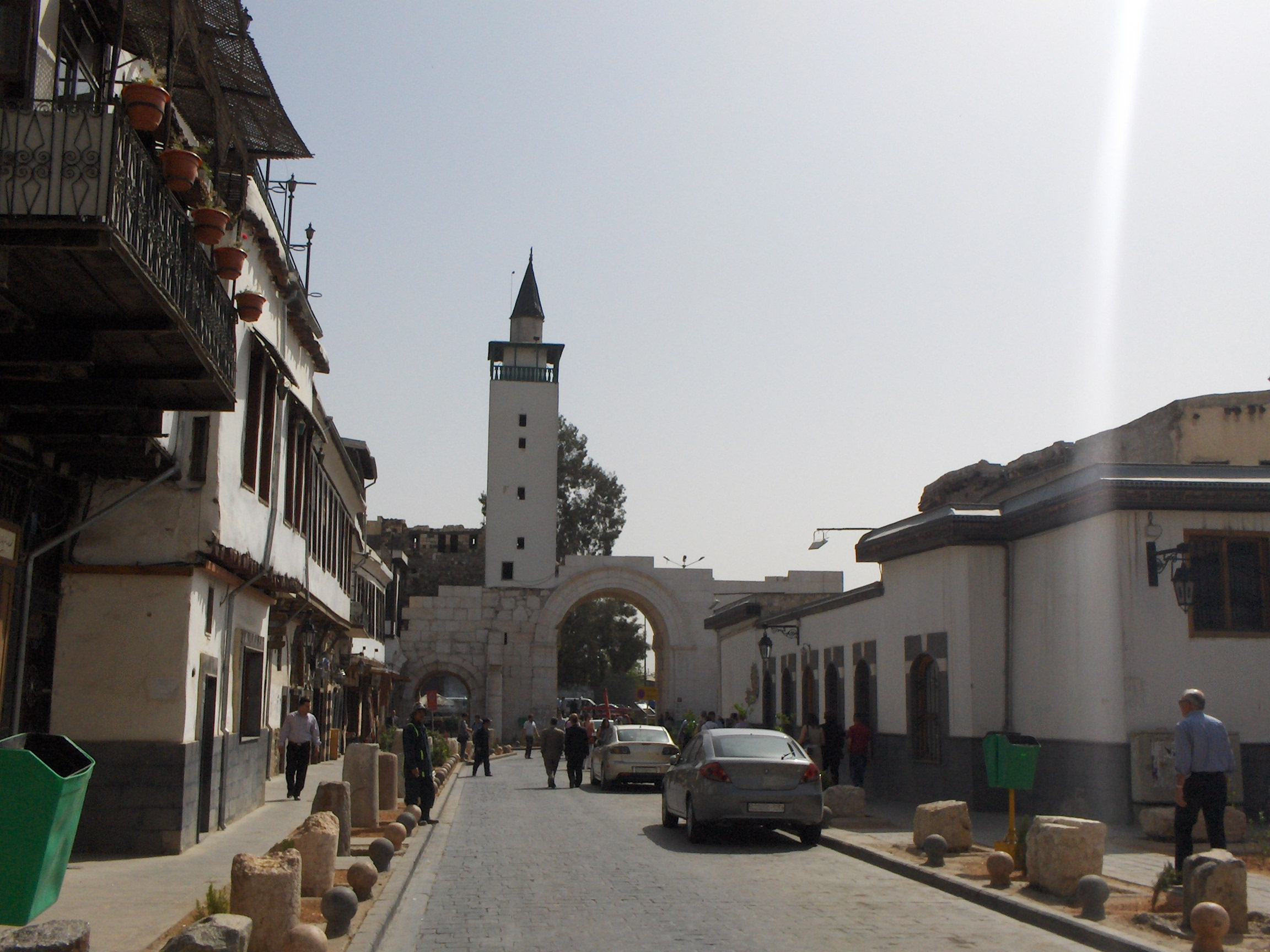
La via recta: al fons l'arc de tres buits i al-Omariya (el minaret blanc)
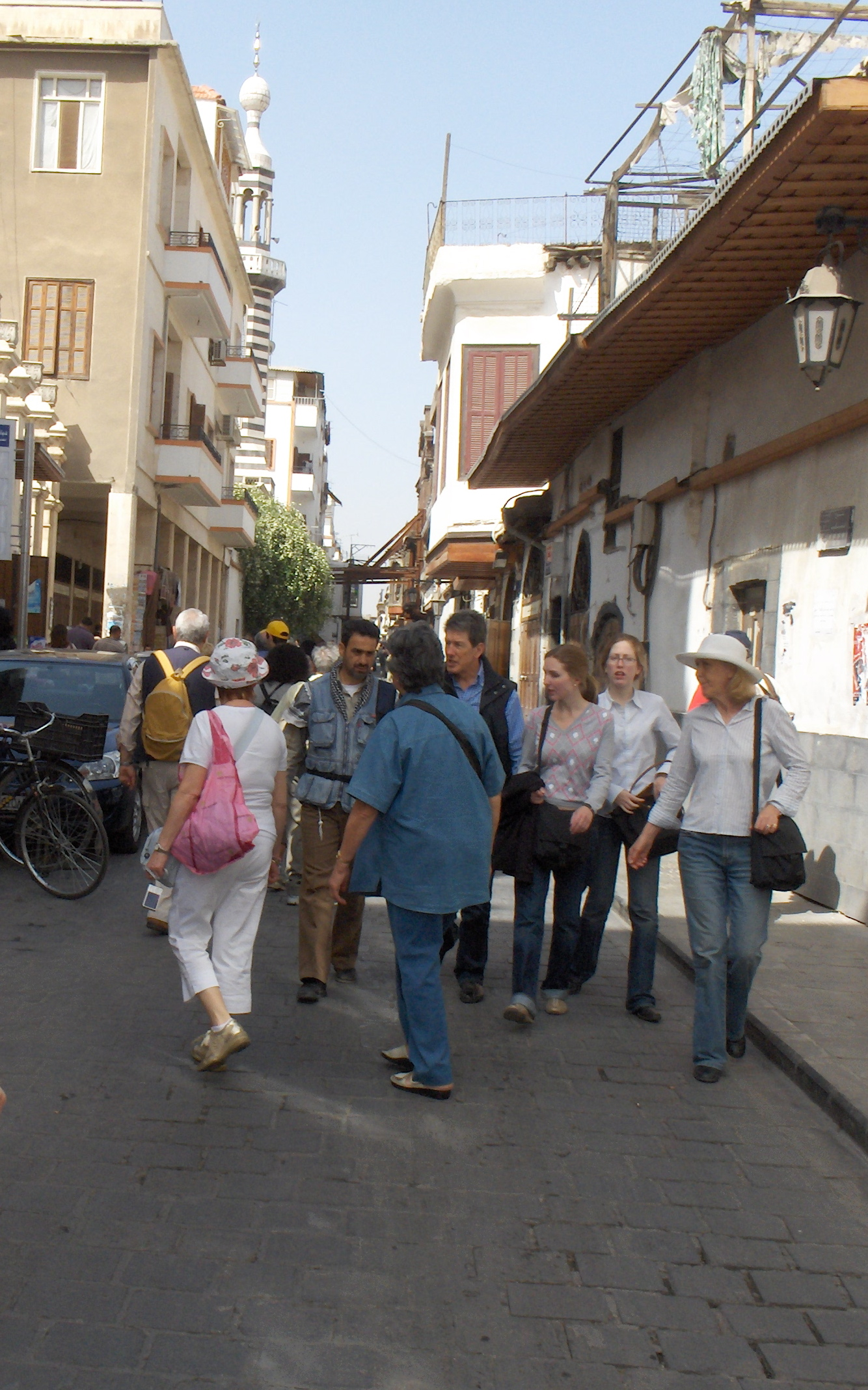
La via recta
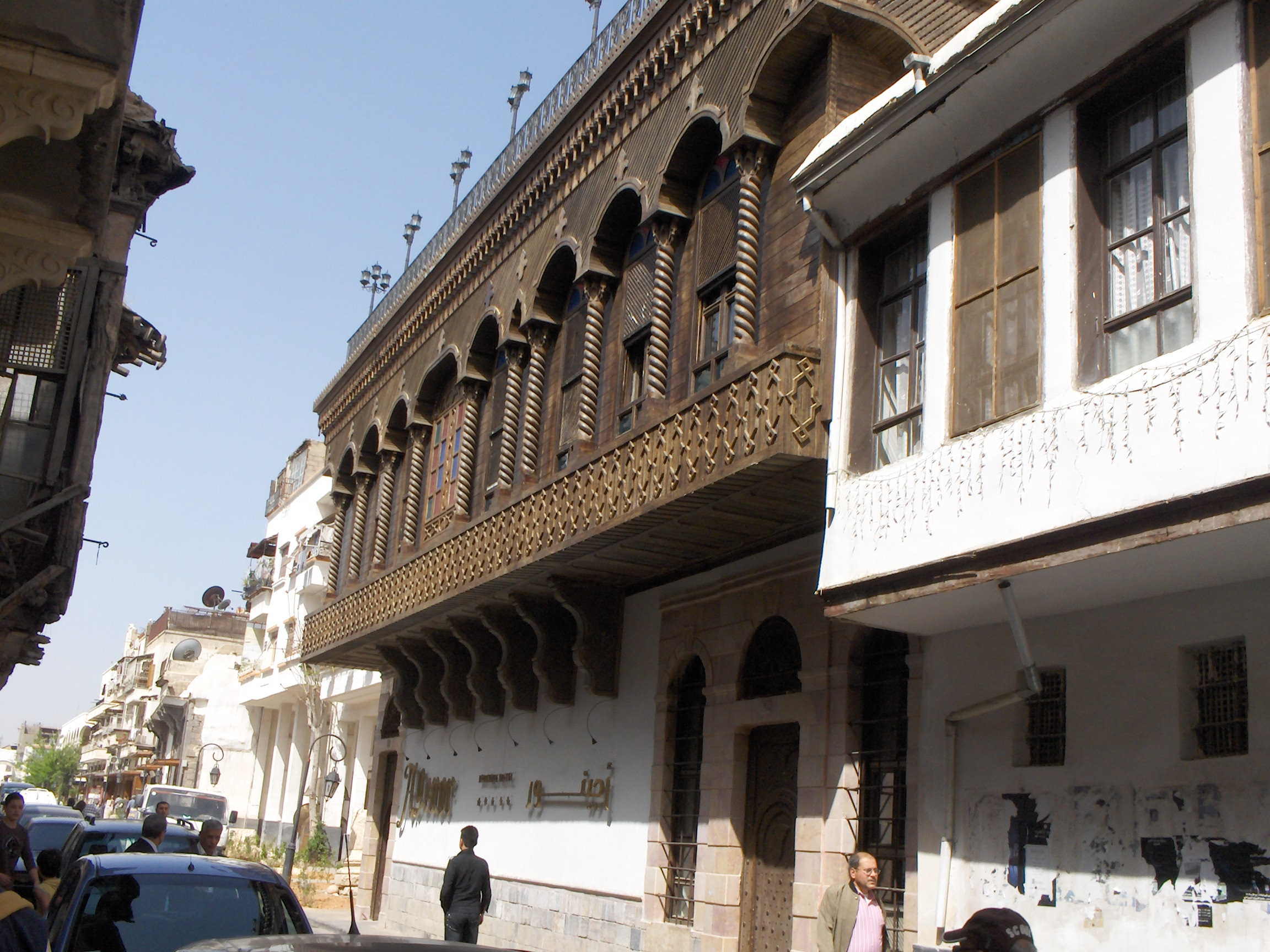
Balconades en la via recta
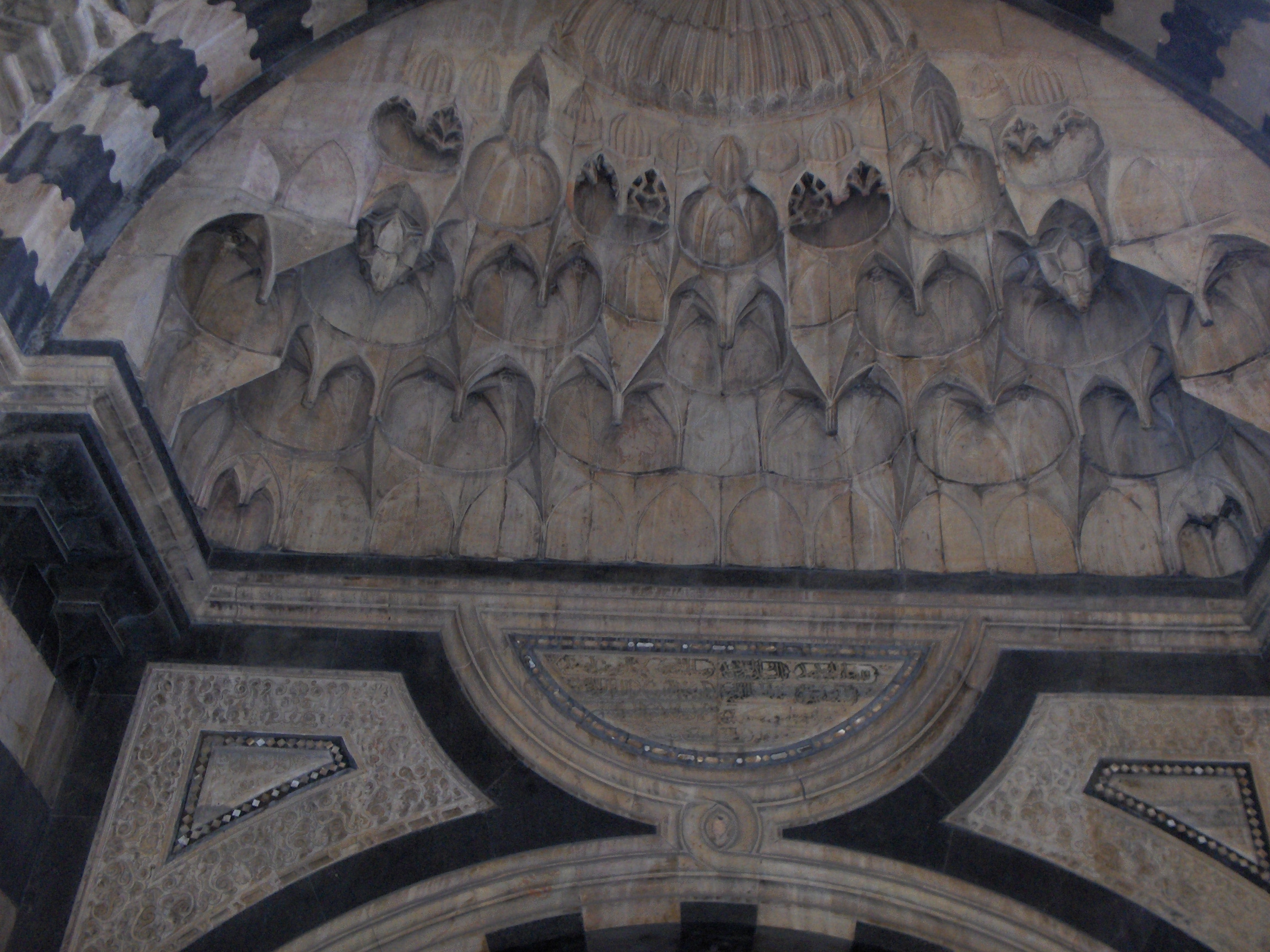
Portal en el soc al-Bazuriye (soc d'espècies i dolços)
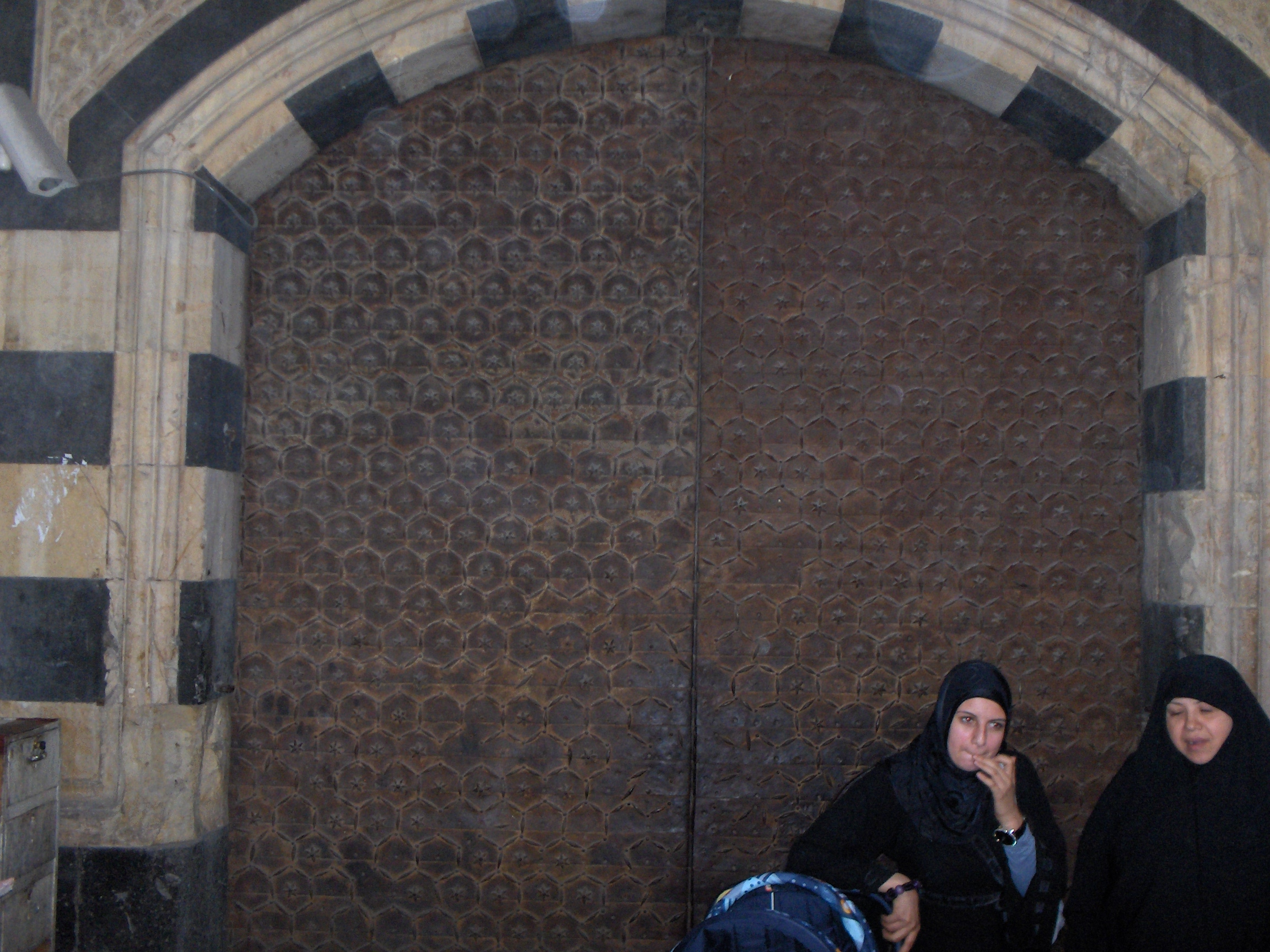
Portes en el soc al-Bazuriye (soc d'espècies i dolços)
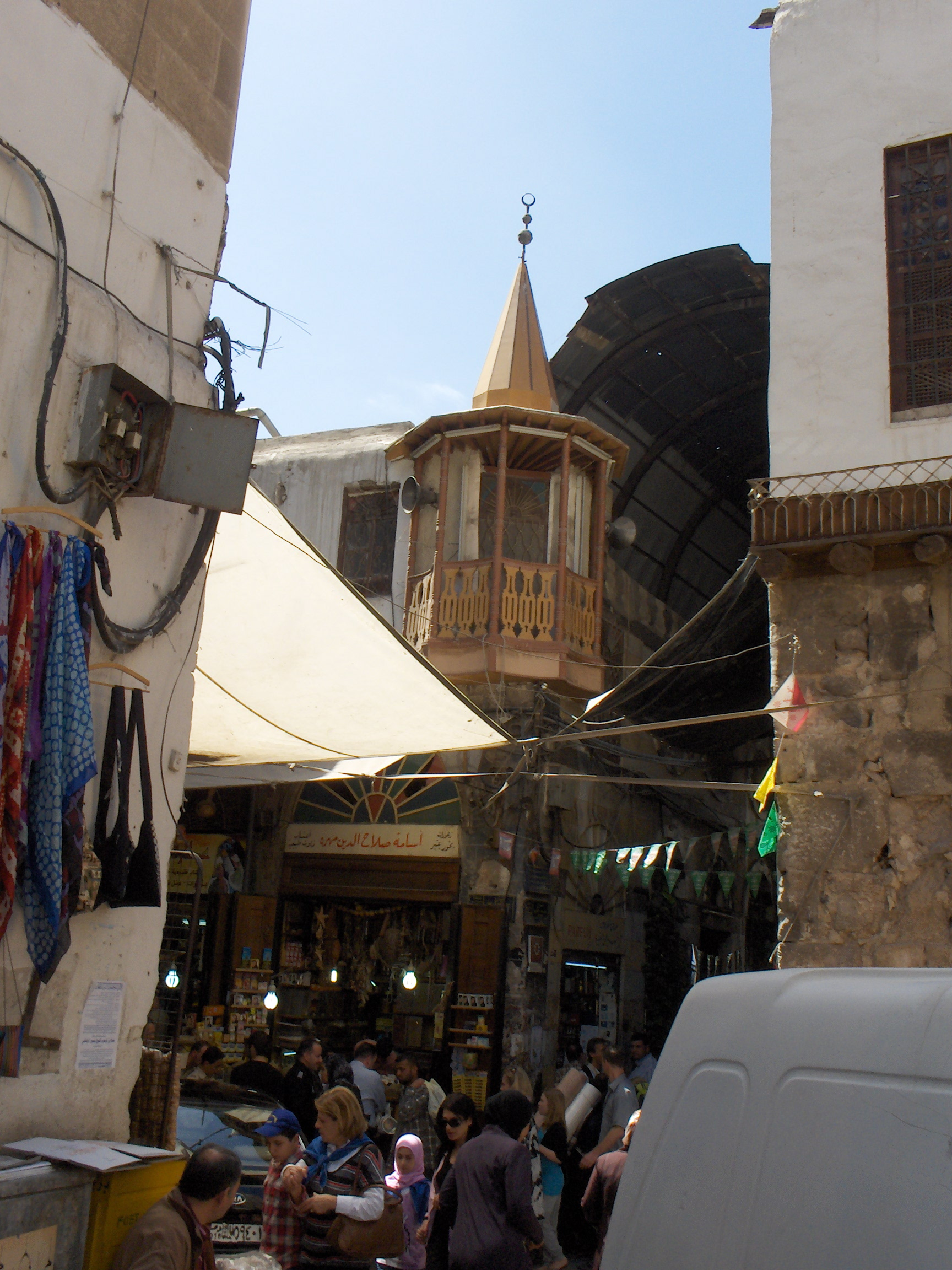
Un racó del soc al-Bazuriye (soc d'espècies i dolços)
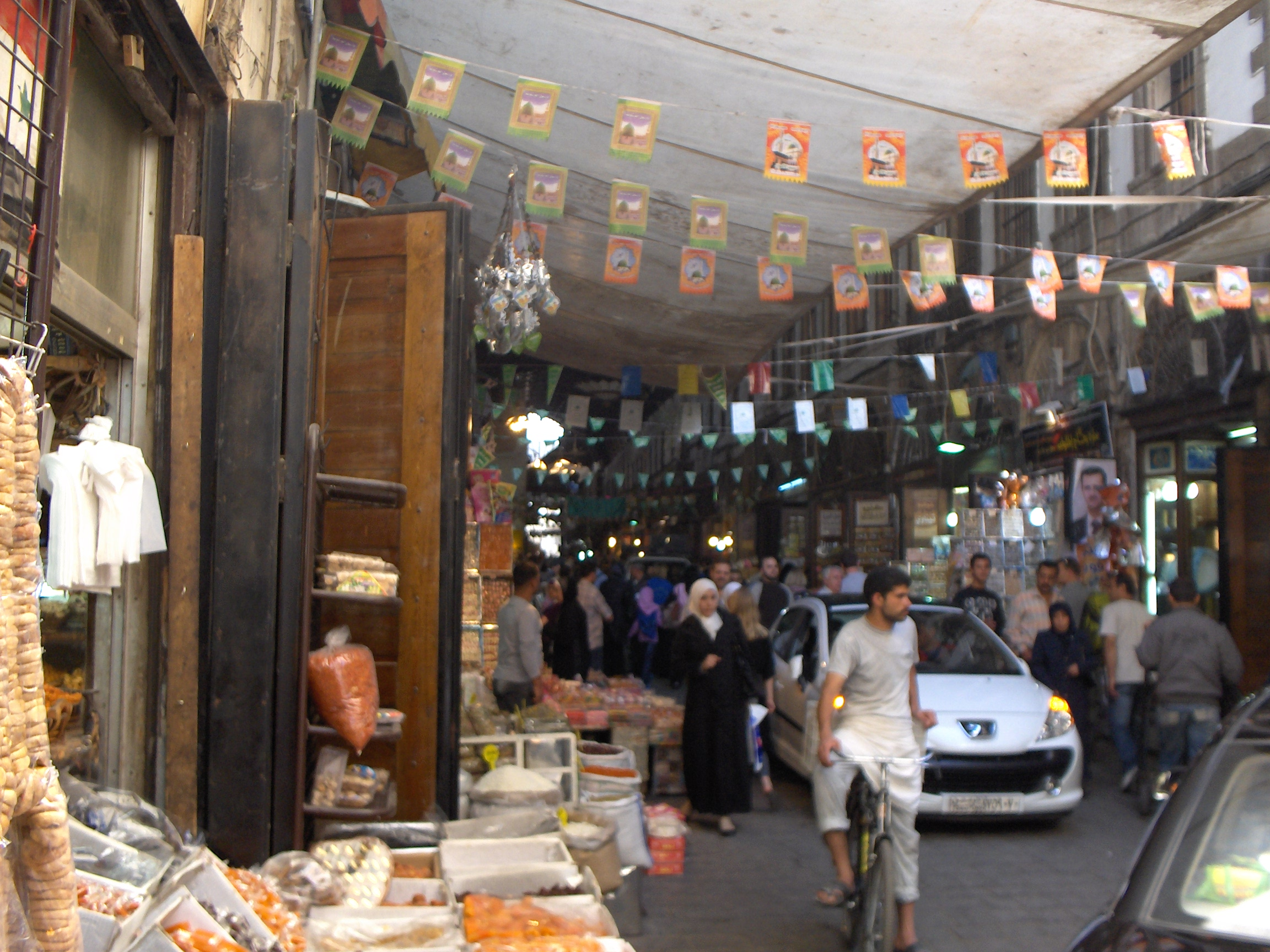
Un carrer en el soc al-Bazuriye (soc d'espècies i dolços)
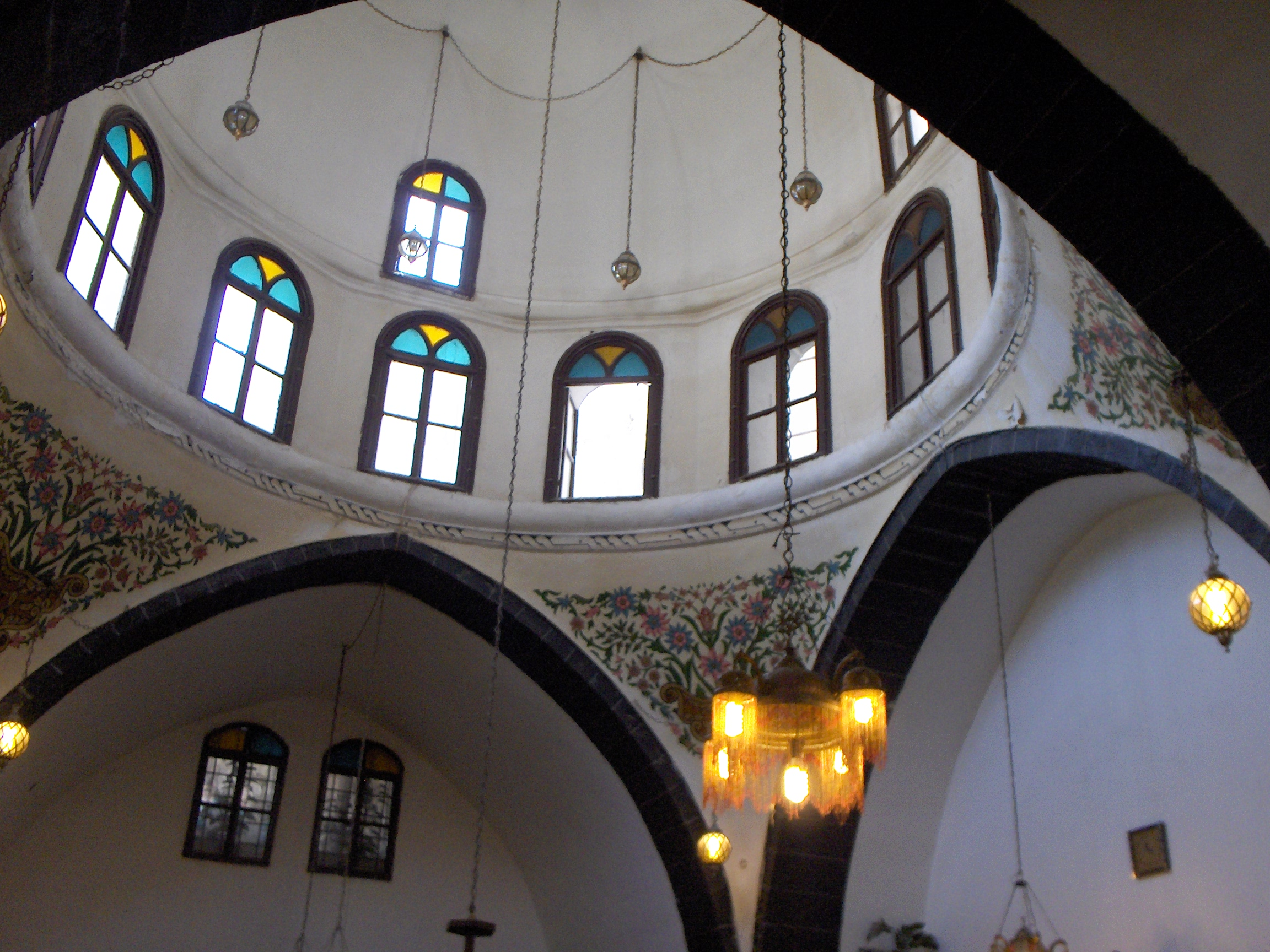
La cúpula del Hammam al-Bazuriye o Nur ad-Din
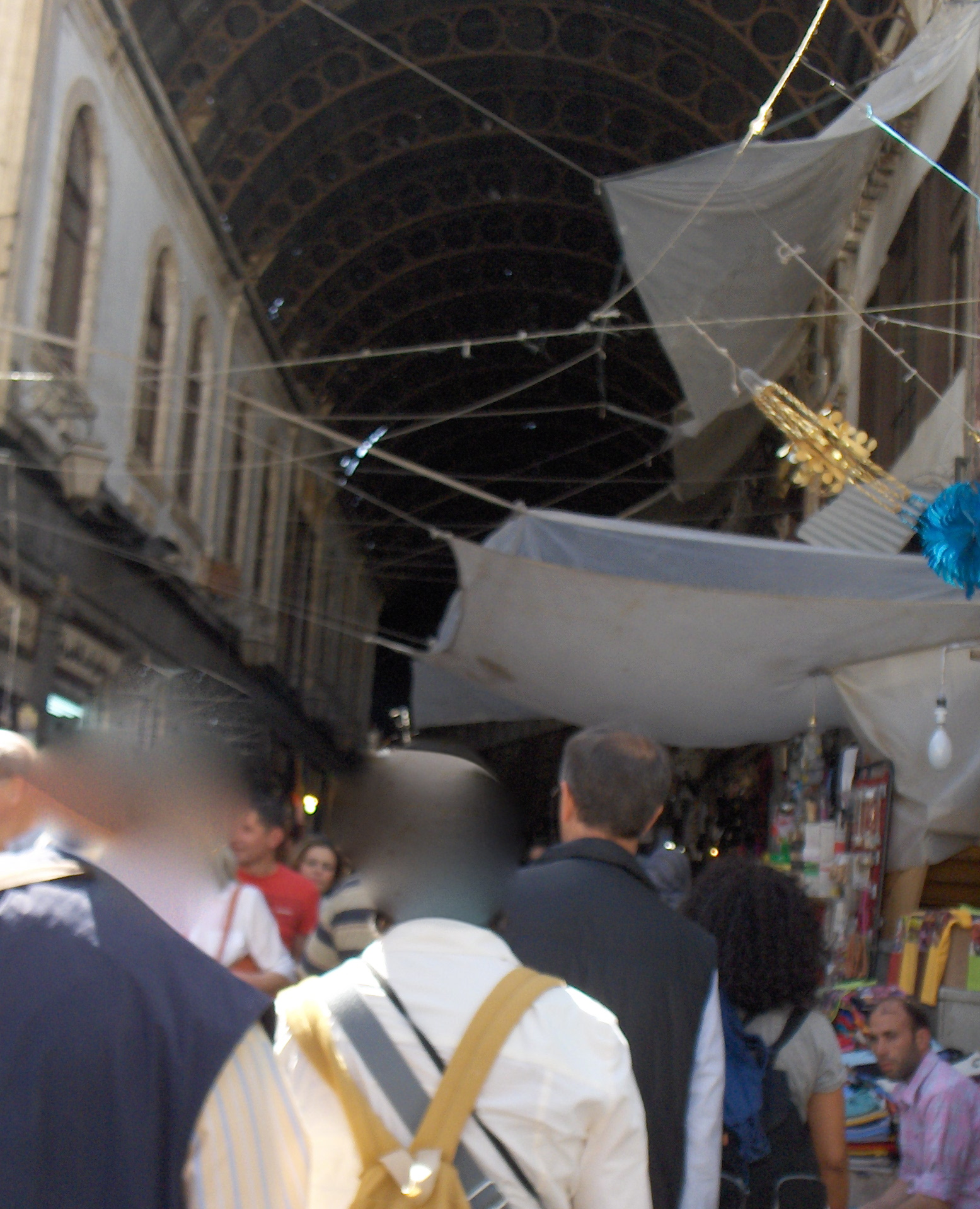
El soc al-Hamidiyah (un mercat general)
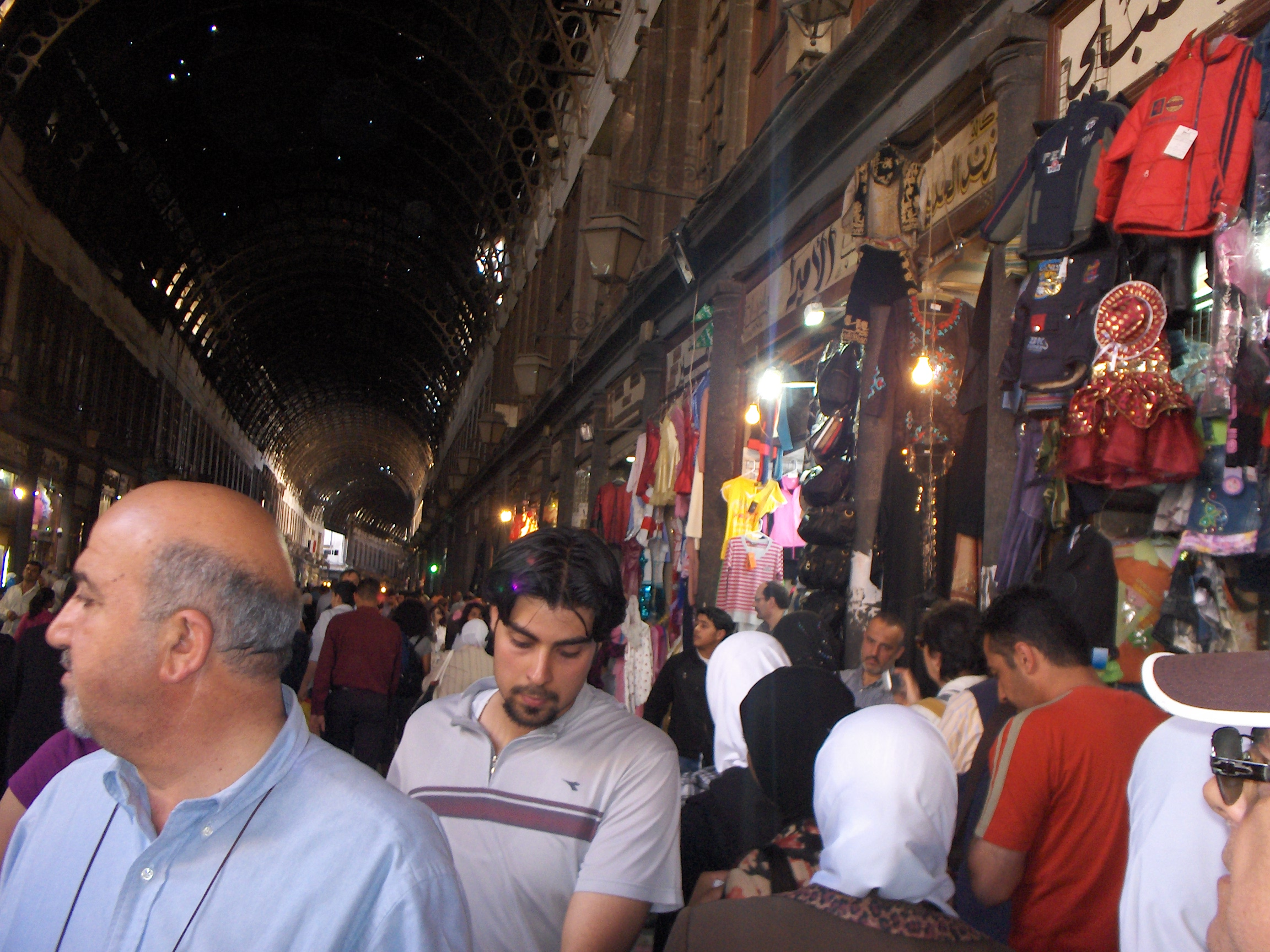
El soc al-Hamidiyah (un mercat general)
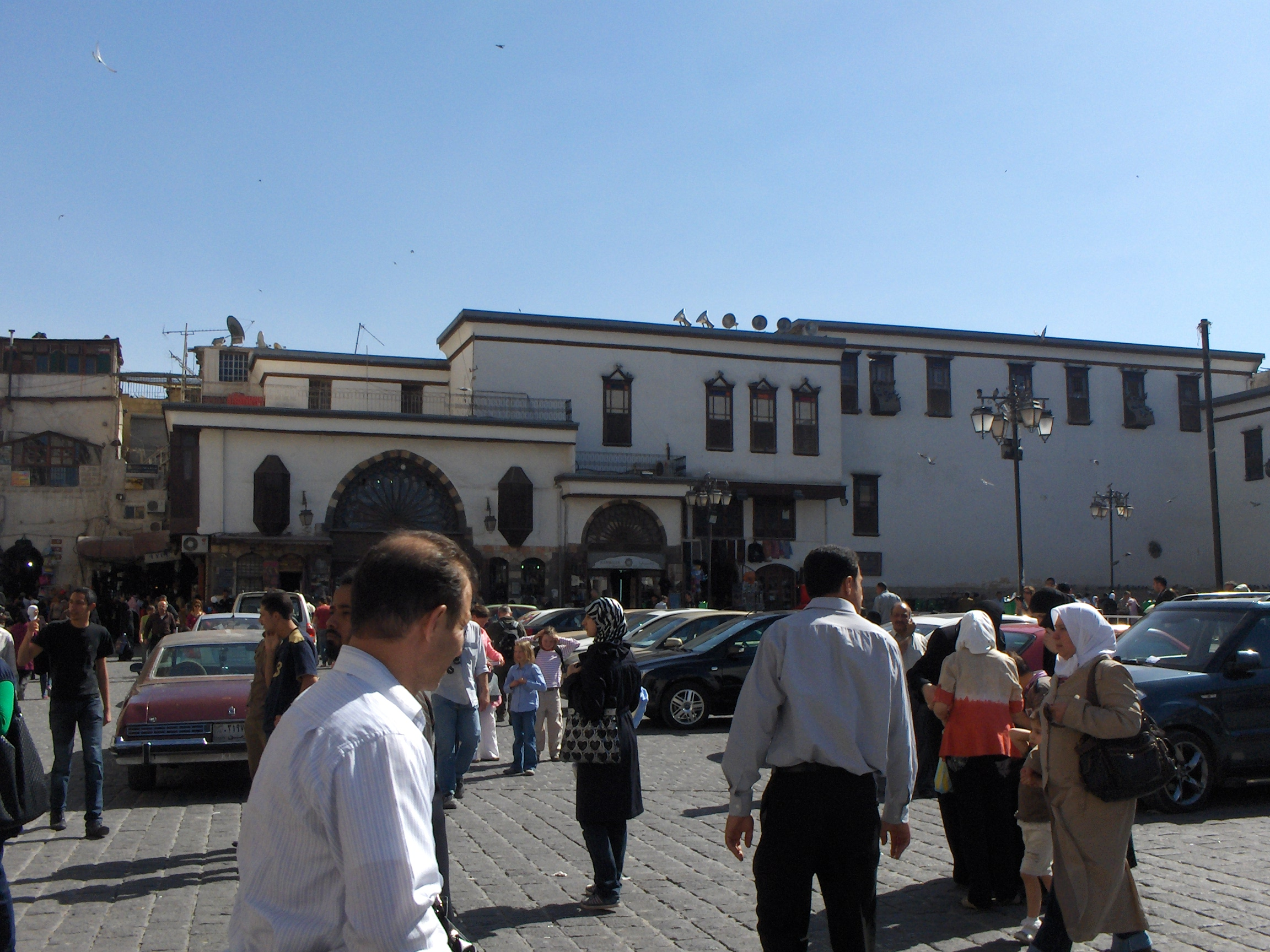
Plaça de la Gran Mesquita dels Omeies